# Kreplje
Kreplje – wieś w Słowenii, w gminie Sežana. W 2018 roku liczyła 140 mieszkańców.